# Atelognathus nitoi
Espèce
Synonymes
- Telmatobius nitoi Barrio, 1973

Statut de conservation UICN

 VU D2 : Vulnérable
Atelognathus nitoi est une espèce d'amphibiens de la famille des Batrachylidae.

## Répartition
Cette espèce est endémique du Parc national Nahuel Huapi dans le département de Bariloche, province de Río Negro en Argentine. Elle se rencontre entre 1 300 et 1 500 m d'altitude à Laguna Verde sur le Cerro Chalhuanco.

## Étymologie
Cette espèce est nommée en l'honneur de Nito Barrio.

## Publication originale
- Barrio, 1973 : Una nueva especie de Telmatobius (Anura, Leptodactylidae) procedente del Dominio Austral Cordillerano Argentino. Physis (Argentina), vol. 32, no 84, p. 207-213.